# East Riverdale
East Riverdale és una concentració de població designada pel cens dels Estats Units a l'estat de Maryland. Segons el cens del 2000 tenia 14.961 habitants.

## Demografia
Segons el cens del 2000, East Riverdale tenia 14.961 habitants, 4.538 habitatges, i 3.353 famílies. La densitat de població era de 3.522,2 habitants/km².
Dels 4.538 habitatges en un 42,4% hi vivien nens de menys de 18 anys, en un 43,9% hi vivien parelles casades, en un 21,4% dones solteres, i en un 26,1% no eren unitats familiars. En el 19,9% dels habitatges hi vivien persones soles el 4,5% de les quals corresponia a persones de 65 anys o més que vivien soles. El nombre mitjà de persones vivint en cada habitatge era de 3,29 i el nombre mitjà de persones que vivien en cada família era de 3,74.
Per edats la població es repartia de la següent manera: un 31,1% tenia menys de 18 anys, un 12% entre 18 i 24, un 33,5% entre 25 i 44, un 17,8% de 45 a 60 i un 5,7% 65 anys o més.
L'edat mediana era de 29 anys. Per cada 100 dones de 18 o més anys hi havia 101,6 homes.
La renda mediana per habitatge era de 45.547 $ i la renda mediana per família de 48.918 $. Els homes tenien una renda mediana de 31.807 $ mentre que les dones 30.520 $. La renda per capita de la població era de 15.758 $. Entorn de l'11,1% de les famílies i el 13,7% de la població estaven per davall del llindar de pobresa.

## Poblacions més properes
El següent diagrama mostra les poblacions més properes.